# آلدونا اورمان
آلدونا اورمان (لهستانی: Aldona Orman؛ زادهٔ ۱ ژانویهٔ ۱۹۶۸) بازیگر اهل لهستان است.
از فیلم‌ها یا برنامه‌های تلویزیونی که وی در آن نقش داشته‌است، می‌توان به سال‌های شیرین، کورشده از نور، عشق اول، پدر متیو، در خوشی و سختی و طایفه اشاره کرد.